# 王瑜 (科學家)
王瑜（1943年—），臺灣化學家，中央研究院院士，研究領域為結晶學和無機化學，主要貢獻為電子密度分佈與化學鍵、自旋轉換現象、光致激發滯留效應、Ｘ光結晶學及分子開關等研究，現任職國立臺灣大學化學系講座教授及中央研究院尖端材料與表面科學組，曾為臺大第一位女性理學院院長、行政院國家科學委員會第一位女性自然處處長。

## 經歷
西元 1943 年生，其父為第一屆立法委員王漢生，新竹女中畢業，原就讀臺大藥學系，因較喜歡化學研究而在大二時轉到化學系，並受到華裔美籍物理學家吳健雄啟發，走上了化學研究之路，王瑜在美國伊利諾大學取得碩士及博士學位，曾到紐約州立大學做博士後一年及赴加拿大國家科學院（英語：National Research Council of Canada）研究工作五年。1979 年起任臺大教職，1985-1986 年赴西德馬克斯蒲朗克煤炭研究所（德語：Max-Planck Institute Kohlenforschung Mulheim a.d. Ruhr, Germany）做研究，1994 年 7~12 月，赴法國南西大學（法語：University of Nancy）客座研究半年。

## 成就與貢獻
電子密度分佈與化學鍵、自旋轉換現象及光致激發滯留效應、Ｘ光結晶學及分子開關。
主要學術研究貢獻包括以精準X光繞射和高層次的墊子結構計算，來找出分子當中電子的分布與形狀。

## 獎項與榮譽
- 1984 年教育部傑出研究獎
- 1986 年中基會傑出訪問學者
- 1987-1995 年國科會三度傑出研究獎
- 1990 年中山學術獎
- 1998 年教育部學術獎
- 2002 年傑出人才講座
- 2004 年中國化學會學術獎
- 2005 年教育部國家講座
- 2009 年臺灣第二屆傑出女科學家獎
- 2009 年斐陶斐傑出成就獎
- 2010 年中國化學會化學服務獎章
- 2010 年獲選為中研院院士

## 外部連結
- 官方网站 （繁體中文）
- 國立臺灣大學化學系王瑜網頁 （页面存档备份，存于） （繁體中文）
- 中央研究院王瑜網頁 （页面存档备份，存于） （繁體中文）